# Wierch Zgorzelisko
Wierch Zgorzelisko (1105 m) – szczyt na Zgorzeliskowym Dziale na Pogórzu Bukowińskim będącym częścią Pogórza Spisko-Gubałowskiego. Znajduje się w grzbiecie ciągnącym się od Wierchporońca w północno-zachodnim kierunku do Poronina. Grzbiet ten opływany jest przez dwa potoki; po wschodniej stronie jest to potok Poroniec, po zachodniej Filipczański Potok, w dolinie którego pod Wierchem Zgorzelisko położona jest miejscowość Małe Ciche. 
Wierch Zgorzelisko jest zalesiony, ale na szczycie znajduje się duża polana Zgorzelisko, do której przez Zadni Wierch prowadzi droga dojazdowa od Drogi Oswalda Balzera. Jest to pierwsza droga na prawo od skrzyżowania na Wierchporońcu z drogą do Łysej Polany.  Również od Małego Cichego niemal na sam grzbiet podchodzą otwarte tereny łąk i pastwisk. Obecnie w zimie działają tutaj wyciągi narciarskie. Duża część grzbietu, na którym znajduje się Wierch Zgorzelisko, i jego północne stoki zostały włączone do  Tatrzańskiego Parku Narodowego, mimo że nie należą do Tatr. Sam wierzchołek jednak i znajdująca się na grzbiecie Polana Zgorzelisko znajdują się poza obszarem parku. Na południowym skraju polany stoi dom góralski, a na północnym hotel „Tatry” (dawniej był to ośrodek wypoczynkowy rządu polskiego).

## Szlaki turystyczne
– żółty szlak rowerowy. Zamknięta pętla z Małego Cichego przez Tarasówkę, Wierch Zgorzelisko, Drogę Oswalda Balzera i Zazadnią do Małego Cichego.